# Atália júdai királynő
Atália, más írásmóddal Athália, (héberül: עֲתַלְיָה / ʻĂṯalyâ ['erős az Ár'], görögül: Γοθολια, latinul: Athalia), (? – Kr. e. 836) Júda királynője Kr. e. 842-től Kr. e. 836-ig,
Akháb északi király és Jezabel leánya. Édesapja a júdai Jórám királyhoz, fegyverbarátjának, Jósafátnak a fiához adta feleségül. Atália utóbb fiának, az alig egy évig uralkodó Akházjáhunak halála után kiirtotta Dávid házának minden élő férfi tagját, saját fiait és unokáit is beleértve, egyedül a csecsemő Jóás menekült meg bátor nagynénje jóvoltából. Ezután Atália, mint királynő 6 évig uralkodott Júdában, Baál kultuszát terjesztve mindenfelé. Végül Jójáda főpap pártot szervezett ellene, és Atáliát a templom előtt megölték.
Érdekesség, hogy Alexandra Makkabeust leszámítva nem is volt más női uralkodó a zsidó történelemben.